# Лесное Чекалино
Лесное Чекалино — село в составе Еделевского сельского поселения Кузоватовского района Ульяновской области.

## География
Находится на расстоянии примерно 10 километров по прямой на юг от районного центра — посёлка Кузоватово.

## История
Первоначальное название — Чекалино, позже на некоторое время стало Сергиевским по церкви. В 1913 году в селе было учтено 103 двора, 373 жителя, церковь и школа. В поздний советский период работал совхоз «Краснобалтийский».

## Население
Население составляло 37 человек в 2002 году (92 % русские), 11 по переписи 2010 года.

## Достопримечательности
- «Чекалинское озеро» — гидрологический памятник природы регионального значения.